# Țipar, Arad
Țipar (în maghiară: Szapáryliget, în slovacă: Cipár) este un sat în comuna Sintea Mare din județul Arad, Crișana, România.